# The Portfolio, or a Collection of State Papers
The Portfolio, or a Collection of State Papers – inspirowane przez środowisko Adama Jerzego Czartoryskiego, wydawnictwo źródłowe tajnych dokumentów dyplomatycznych, pochodzących z archiwum wielkiego księcia Konstantego Pawłowicza Romanowa, zagarniętych przez powstańców listopadowych, wydawane drukiem przez Davida Urquharta w latach 1836–1837 w Londynie.
Materiały te przekazane przez Władysława Zamoyskiego i Stanisława Małachowskiego do Foreign Office przyczyniły się w pewnym stopniu do wywołania dyplomatycznych rozdźwięków pomiędzy Cesarstwem Austriackim a Imperium Rosyjskim.